# Reichsstraße 134
Die Reichsstraße 134 (R 134) war bis 1945 eine Staatsstraße des Deutschen Reichs. Sie führte in Nord-Süd-Richtung durch das mittlere und südliche Ostpreußen von Preußisch Eylau (heute russisch: Bagrationowsk) über Allenstein (heute polnisch: Olsztyn) und Ortelsburg (Szczytno) bis nach Friedrichshof (Rozogi). Im Zuge der Kriegshandlungen wurde die Straße 1939 bis zum polnischen Ostrołęka (Scharfenwiese) verlängert. Bei einer Gesamtlänge von 147 (später 196) Kilometern verband die R 134 die Reichsstraßen R 128, R 142, R 127, R 130 und R 133.
Heute verläuft die Trasse der ehemaligen R 134 durch zwei Staatsgebiete: Beginnend in der südlichen russischen Oblast Kaliningrad zieht sie sich durch die polnische Woiwodschaft Ermland-Masuren und findet ihren späteren Zielpunkt in der nördlichen Woiwodschaft Masowien. Eine Grenzübergangsstelle existiert nicht. Das kurze Teilstück auf russischem Gebiet hat keine Straßenkennzeichnung. In Polen dagegen folgen die Woiwodschaftsstraße DW 511 sowie – in Teilstücken – die Landesstraßen DK 51 und DK 53 der früheren Straßenführung der R 134.

## Verlauf der R 134
(heutige russische Landstraße ohne Kennzeichnung):
Provinz Ostpreußen (heute: Woiwodschaft Ermland-Masuren):
Landkreis Preußisch Eylau (heute: Rajon Bagrationowsk):
- Preußisch Eylau (Багратионовск/Bagrationowsk) (Anschluss: R 128)

o heutige Russisch-polnische Grenze (keine Grenzübergangsstelle) o
 (heutige polnische Droga wojewódzka 511):
(heutige Woiwodschaft Ermland-Masuren):
(heutiger Powiat Bartoszycki (Bartenstein)):
- Grünhöfchen (Grądzik)
- Topprienen (Toprzyny)
- Gallehnen (Gałajny)
- Zipperken (Czyprki)
- Woymanns (Wojmiany)
- Schulzenvorwerk/Schulzen-Vorwerk (Sołtysowizna)
- Landsberg (Ostpreußen) (Górowo Iławeckie)
- Grauschienen (Gruszyny)
- Grünwalde (Zielenica)
- Petershagen (Pieszkowo)

Landkreis Heilsberg (heutiger Powiat Lidzbarski):
- Neuendorf bei Heilsberg (Nowa Wieś Wielka)
- Großendorf, Forst (Jagodów)
- Heilsberg (Lidzbark Warmiński) (Anschluss: R 142)

 (heutige Landesstraße DK 51):
- Reichenberg (Kraszewo)
- Liewenberg (Miłogórze)

(heutiger Powiat Olsztyński):
- Schmolainen (Smolajny)
- Weißkreuz (Krzyżno)
- Kossen (Kosyń)
- Guttstadt (Dobre Miasto)
- Althof (Stary Dwór)
- Battatron (Barcikowo)
- Unter Kapkeim (Kabikiejmy Dolne)

Landkreis Allenstein:
- Spiegelberg (Spręcowo)
- Diwitten (Dywity)
- Allenstein (Olsztyn) (Anschluss: Reichsstraßen R 127, R 130 und R 133)

 (heutige Landesstraße DK 53):
- Schönwalde (Szczęsne)
- Klaukendorf (Klewki)
- Klein Trinkhaus (Trękusek)
- Alt Mertinsdorf/Alt Märtinsdorf (Marcinkowo)
- Koschno (Kośno)

Landkreis Ortelsburg (heutiger Powiat Szczycieński):
- Scheufelsdorf (Tylkowo)
- Passenheim (Pasym)
- Lehlesken (Leleszki)
- Grammen (Grom)
- Davidshof (Jęcznik)
- Ortelsburg (Szczytno) (Anschluss: R 128)
- Olschienen (1938–45: Ebendorf) (Olszyny)
- Friedrichsfelde (Chochół)
- Wystemp (1938–45: Höhenwerder) (Występ)
- Friedrichshof (Rozogi)

o bis 1939: Deutsch-polnische Grenze o
Landkreis Scharfenwiese
- Dąbrowy

(heutige Woiwodschaft Masowien):
(heutiger Powiat Ostrołęcki):
- Myszyniec (1939–45: Mischinietz)
- Kadzidło
- Łodziska
- Ostrołęka (1939–45: Scharfenwiese)